# Blood Money (episodio de Angel)
Blood Money conocido en América Latina como Dinero Sucio y en España como Dinero Manchado de Sangre. Es el décimo segundo episodio de la segunda temporada de la serie de televisión estadounidense Ángel. Escrito por Mere Smith en conjunto con Shawn Ryan y dirigido por P.D. Price. El episodio se estrenó originalmente el 23 de enero del año 2001 por la WB Network. En este episodio Ángel se topa con Anne Steel quien ahora dirige un refugio para adolescentes, aunque con la pequeña desventaja de que está siendo financiado por Wolfram & Hart.

## Argumento
Ángel continua su lucha contra Wolfram&Hart esta vez dedicándose a resolver un caso en el que ni Darla o Drusilla están involucradas. Gracias a la intervención de Merl, Ángel se percata que W&H está financiando a un refugio para adolescentes dirigido por Anne Steel, la ex idolatra de los vampiros en Sunnydale. Mientras en tanto Wesley y Gunn van a las alcantarillas para asesinar a un demonio de dos cabezas, respira fuego de unos 6 metros de estatura.
Un demonio llamado Boone interroga a Merl con tal de obtener información sobre Ángel ya que al parecer ambos tienen toda una rivalidad. Mientras en tanto Ángel visita a Lilah para advertirle que sean cual sean sus motivaciones para ayudar a Anne, el los detendrá. Lilah le comenta todo a Lindsey para convencerlo de planear algo en contra del vampiro hasta que al W&H aparece Boone quien se ofrece voluntariamente enfrentarse a Ángel luego de explicarles que lo único que quiere es la revancha honorable después de una pelea que pospusieron en el año 1916.
Ángel trata de advertirle a Anne que W&H tienen planeado ganar publicidad en el baile en honor al refugio de adolescentes y que piensan robar el 95% de las donaciones, un dinero al que llama "manchado de sangre". Acto seguido trata de darle una cinta que contiene las pruebas pero los dos son interrumpidos con la llegada de Lindsey y Boone que fuerzan al vampiro a retirarse. En el departamento de Cordelia, los miembros del negocio aun abierto Investigaciones Ángel se reúnen para hablar de su futuro sin su jefe y por sugerencia de Cordelia van a revisar un lugar que tienen planeado convertir en sus nuevos cuarteles mientras discuten por que nombre darle.  
En la noche del evento, Lindsey y Lilah se preparan para la posible intervención de Ángel mientras con ayuda de celebridades recogen el dinero de los donadores. Ángel aparece en la fiesta y revela para el disgusto de los vicepresidentes de proyectos especiales que Boone no es más que un aliado suyo que está dispuesto a perdonar y ayudar al vampiro. Por si fuera poco Anne reproduce la cinta de Ángel en una pantalla de presentación donde no aparecen otra cosa más que clips de Cordelia y Wesley actuando bobos ante la cámara. Para más vergüenza del despacho de abogados Boone desaparece con el dinero de las donaciones. 
Satisfecho Ángel le revela a Anne que nunca tuvo pruebas que incriminaran a los abogados y que lo que quería hacer era asustarlos un poco. Anne furiosa abofetea a Ángel y le comenta que estaba dispuesta a permitir que se robaran el dinero con tal de obtener el 5% de las ganancias. Ángel algo decepcionado de la moralidad de Anne regresa al Hyperion donde lucha contra Boone con tal de terminar la cuenta pendiente que tiene contra el demonio y arrebatarle los 2.5 millones de dólares que se robó del evento. 
Al día siguiente Lindsey confronta al abogado Nathan Reed para que revoquen las órdenes no dañar a Ángel. Pero el abogado les comenta a Lindsey y a Lilah que Ángel es intocable porque es una figura de importancia en el apocalipsis y que por lo tanto es irreemplazable.
En el refugio de Anne, Ángel le entrega los dos millones y las joyas, para el alivio de la chica que se muestra algo perturbada por la metafórica y literal sangre en el dinero.

## Elenco
- David Boreanaz como Ángel.
- Charisma Carpenter como Cordelia Chase.
- Alexis Denisof como Wesley Wyndam Pryce.
- J. Agust Richards como Charles Gunn.

## Producción
El escritor Mere Smith comento que la escena de Angel y Anne juntos sin poder reconocerse desde su breve encuentro en el episodio Lie to Me fue escrito a propósito. "Tiene problemas para reconocer gente que ha conocido desde tres días, ahora imaginen tres años".
En una escena del episodio un invitado le comenta a las celebridades de un programa que no le gusto descubrir que un personaje es homosexual. Una posible broma interna a Willow Rosenberg quien salió del closet por los últimos años de la serie Buffy. 

## Continuidad
- El personaje Anne aparece por primera vez en la serie Ángel, desde su última aparición en Buffy como Lilly. Primero apareció en Lie to Me como Chaterelle y en Anne aparece con el nombre de Lilly, aunque luego le pregunta a Buffy si puede adquirir el alias de Anne. Su cambio de nombres es mencionado por Merl.
- Una invitada del baile reconoce a Wesley como el guardaespaldas de Virginia Bryce (Guise Will Be Guise).
- Wesley, Cordelia y Gunn están comenzando a mantener el negocio de Investigaciones Ángel en pie.